# Марк Тюйтерт
Марк Тюйтерт (нід. Mark Tuitert, МФА:/mɑɾk tœytəɹt/,  4 квітня 1980, Голтен, Оверейсел) — нідерландський ковзаняр, олімпійський чемпіон.
Свою перешу олімпійську медаль, бронзову, Тюйтерт виборов на Туринській олімпіаді, в командній гонці переслідування. Нідерландці були фаворитами, але через падіння Свена Крамера у півфіналі, вимушені були боротися тільки за третє місце. 
У Ванкувері Тюйтерт здобув перемогу, а з нею і звання олімпійського чемпіона, на дистанції 1500 м. Крім золотої медалі Тюйтерт здобув ще одну бронзову за командну гонку переслідування.  
1. ↑  Olympedia — 2006.